# Baierdorf bei Anger
Baierdorf bei Anger war eine Gemeinde mit 1632 Einwohnern (Stand 2014) in der Steiermark. Seit 2015 ist sie im Rahmen der Gemeindestrukturreform in der Steiermark mit der Marktgemeinde Anger zusammengeschlossen, die neue Gemeinde führt den Namen Anger weiter.

## Geografie

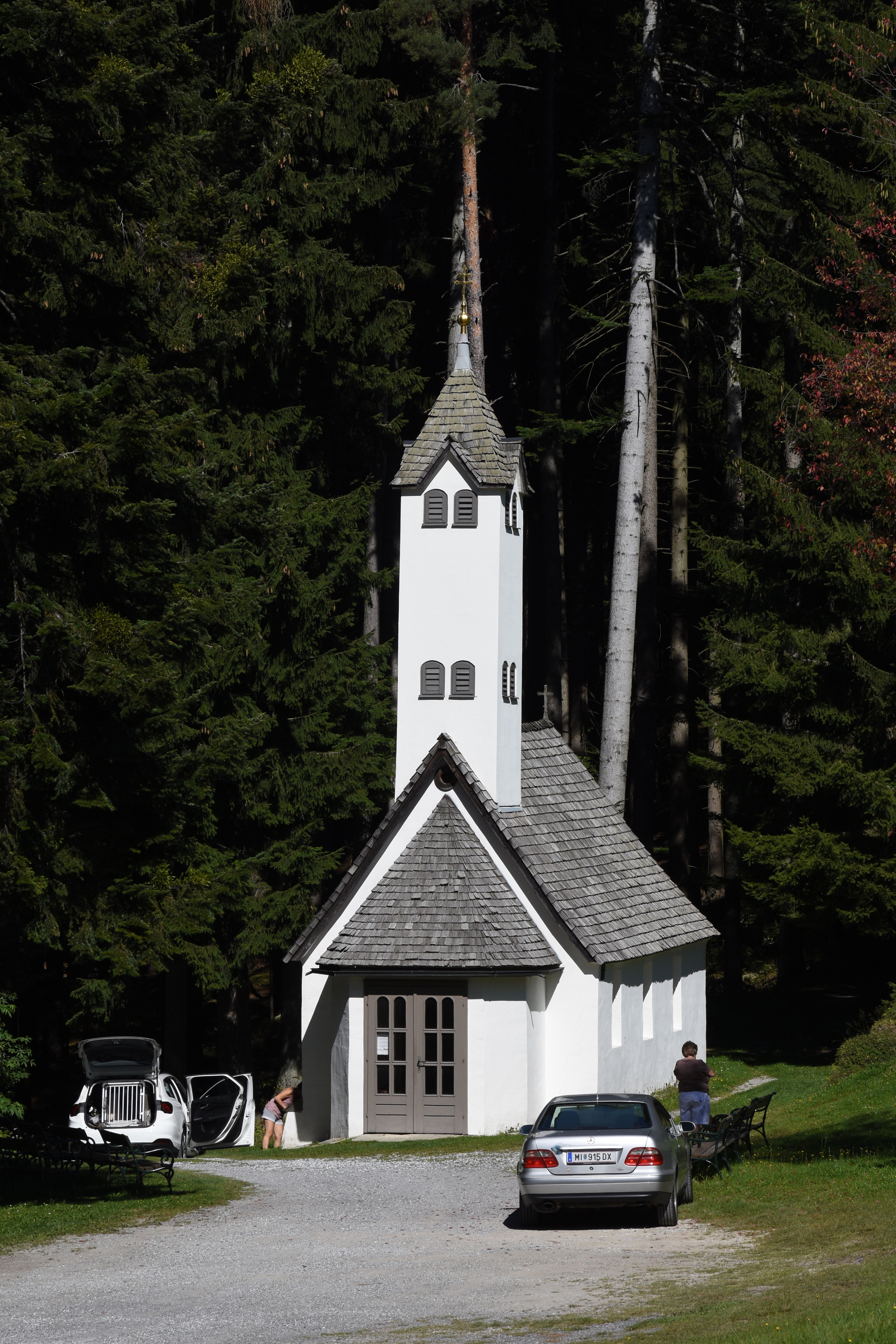
Grünbründlkapelle

Baierdorf bei Anger liegt im Bezirk Weiz im österreichischen Bundesland Steiermark.
Es existieren keine weiteren Katastralgemeinden außer Baierdorf. Höchste Erhebung im ehemaligen Gemeindegebiet ist der Rabenwaldkogel (1280 m ü. A.).

### Gliederung
Das Gemeindegebiet umfasste folgende drei Ortschaften (in Klammern Einwohnerzahl Stand 1. Jänner 2024):
- Baierdorf-Dorf (220)
- Baierdorf-Umgebung (855)
- Fresen (504)

## Geschichte
Der Name der Gemeinde führt sich auf die Besiedlung durch die Baiern zurück. Von etwa 1100 bis 1500 gehörte das Gebiet dem Adelsgeschlecht der Stubenberger mit Sitz in Neuberg und Altschielleiten. In der Folge war der Großteil des Gemeindegebietes bis 1785 dem Chorherrenstift Pöllau unterstellt. Am 17. März 1849 wurde die Gemeinde eingerichtet, welche bis zum 1. Jänner 2015 Bestand hatte.

## Politik
Letzter Bürgermeister der Gemeinde war der Pensionist Ing. Johann Schaffler (ÖVP). Der Gemeinderat setzte sich nach den Wahlen 2010 wie folgt zusammen: 12 ÖVP, 3 SPÖ.

### Wappen
Die Verleihung des Gemeindewappens erfolgte mit Wirkung vom 1. Juni 1983.
Blasonierung: „In Blau zwischen gespaltenen Flanken, die innen geflutet sind und außen zweimal drei schräg einwärts gekehrte silberne Kerben zeigen, eine silberne Lilie.“

## Persönlichkeiten

### Ehrenbürger
- Erwin Klauber (1927–2022), Lehrer, Politiker und Mundartdichter[4]

### Söhne und Töchter der Gemeinde
- Peter Stoppacher (1925–2008), Politiker (ÖVP)